# Геязен (гора)
Геязен (азерб. Göyəzən), також Геязан — одиночна скеляста гора вулканічного походження. Розташована на дні великої плоскодонної кальдерної улоговини в басейні нижньої течії річки Джогас (ліва притока річки Агстев) у Ґазахському районі Азербайджану, за 15-16 км від районного центру міста Ґазах.

## Рельєф
Монолітна вулканічна гора Гейазен — одне з численних геологічних утворень, розсипаних по всьому Малому Кавказу. Біля підніжжя і на схилах гори містяться залишки середньовічних житлових і оборонних споруд, що визначають її історико-архітектурну та екотуристичну значущість (див. Геязен (фортеця)).
Гора являє собою прямовисну скелю з відносною висотою 250 м (абсолютна висота — 858 м) і діаметром до 200 м біля основи. Згідно з дослідженнями відомого геолога, професора Р. Н. Абдуллаєва, Геязен є найбільшим у цьому регіоні екструзивним куполом субвулканічної фації кислої магми.
Територія, на якій міститься гора, розташована в сухій субтропічній ландшафтно-кліматичній зоні. Рослинний покрив гори представлений переважно полиново-солончаковим комплексом напівпустель і степів, а на околицях — чагарниками і фрагментами гірських лісів.

## В літературі
Гора Геязен згадується у віршах народного поета Азербайджану Вагіфа Самедоглу.